# Mercedes Mariño
Mercedes Mariño (Las Palmas de Gran Canaria, siglo XX), también conocida como Mirazo, es un pintora y escultora española. En 2022, fue reconocida con la Medalla de Oro al Mérito en las Bellas Artes.

## Biografía
Nació en Las Palmas de Gran Canaria. Se diplomó en Ciencias Empresariales y educada en una familia de pintoras, Mirazo recibió clases en Gran Canaria, centrando todo su tiempo al mundo de la plástica.
En 1989 comienza a profundizar en la pintura y posteriormente estudia en la Escuela Superior de Arte de Las Palmas, haciéndose Técnico Superior en Escultura. Además de la pintura y escultura ha realizado obra gráfica tanto en grabados como en xilografía.
Es hermana de la pintora canaria Marta Mariño.

## Obra
Influida en sus comienzos por el artista canario Jesús Arencibia, miembro desde 1990 de la Real Academia Canaria de Bellas Artes de San Miguel Arcángel, Mirazo realiza sus primeras obras en gran formato con el uso del empaste y los colores cálidos. 
Suele agrupar sus obras en series, estando las primeras de ellas dedicadas a temas del deporte autóctono canario. La vela latina y la lucha canaria son ejemplos de esta dirección. El movimiento de la figura humana es el objetivo primordial de la artista en las posteriores series. Además de los deportes y el juego en general, los niños y el mar destacan como referentes prioritarios. 
Algunas de sus series más destacadas y comentadas por los críticos son: La vela latina, Estar en el mundo, Fragmentos, Lúdica, Atlántica y Maridaje.

## Reconocimientos
En 2022, fue galardonada con la Medalla de Oro al Mérito en las Bellas Artes. Fue galardonada junto a otros autores del terreno de las artes plásticas, como el arquitecto Patxi Mangado (Estella, Navarra, 1957), autor entre otros edificios singulares del Baluarte de Pamplona, así como los pintores Augusto Ferrer-Dalmau (Barcelona, 1964) y Pedro Cano (Blanca, Murcia, 1944). El Ministerio de Cultura y Deporte "ha pretendido reconocer la obra de Mercedes Mariño, sus creaciones y sus investigaciones para lograr diferentes técnicas y el arraigo con diversos aspectos de la cultura canaria."
Existieron dudas sobre si se le entregó el premio por error o si iba dedicado a su hermana, Marta Mariño, una pintora con una trayectoria más notoria y reconocida, y que fue además su maestra. De hecho, medios como el periódico Canarias7 publicaron la noticia atribuyendo el premio a Marta. La diputada Sol Cruz-Guzmán preguntó oficialmente al Gobierno sobre este nombramiento y cuestionó los criterios que consideró el Consejo de Ministros para conceder la medalla a Mercedes Mariño. En su respuesta el Gobierno aseguró que no había habido "confusión" en la reciente concesión de la Medalla de Bellas Artes a la escultora y pintora Mercedes Mariño, hermana de la también artista Marta Mariño y cuyo galardón ha sido cuestionado desde el propio sector debido a las diferencias en las carreras y reconocimientos entre ambas.
Ante la polémica, el Instituto de Arte Contemporáneo (IAC) remitió una carta abierta al ministro de Cultura, Miquel Iceta, arguyendo que el posible error en el nombre había «puesto de manifiesto la urgente necesidad de establecer un método que evite la opacidad que caracteriza a estos premios». En aplicación de los valores de «transparencia, rigor y criterio» que han de regir estas convocatorias, propuso al Ministerio la creación de una comisión asesora integrada por las entidades representantes de cada ámbito de la cultura, lamentando «el profundo desconocimiento por parte del Ministerio del panorama artístico y cultural de Canarias». Destacó que Marta Mariño es «una de las creadoras más sobresalientes del panorama artístico contemporáneo de Canarias y que pertenece a la generación de pintoras que alcanzaron la madurez artística a finales de los años 70 y los 80», y que el Centro Atlántico de Arte Moderno (CAAM) atesora en su colección obras suyas, al igual que Tenerife Espacio de las Artes (TEA), mientras su hermana Mercedes tiene una obra escasa, exposiciones discretas y puntuales, y ninguna proyección o reconocimiento oficial.

## Colecciones
Organismos que tienen obra de la artista:
- Ayuntamiento de Agaete. Gran Canaria
- Ayuntamiento de Valleseco. Gran Canaria
- Ayuntamiento de San Cristóbal de La Laguna. Tenerife
- Cabildo Insular de Tenerife
- Universidad de Las Palmas de Gran Canaria. Facultad de Ciencias de la actividad Física y Deportes
- Colección Caja Insular de Ahorros. Las Palmas.
- Colección Mapfre Guanarteme. Las Palmas G.C.
- Junta del Puerto de Las Palmas G.C.

### Sobre exposiciones colectivas
- El Puerto de la Luz. Viceconsejería de Cultura y Deportes. Gobierno de Canarias. 1996. ISBN 8479471379. Consultado el 15 de mayo de 2012.
- Los puertos canarios. Viceconsejería de Cultura y Deportes. Gobierno de Canarias. 1997. ISBN 8460563111.
- Los faros. Viceconsejería de Cultura y Deportes. Gobierno de Canarias. 2003.
- Recuerdos y sensaciones: Álbum artístico del deporte. Vicerectorado de Cultura y Deportes de la Universidad de Las Palmas de Gran Canaria. Cabildo de Gran Canaria. 2004. ISBN 8496131874.
- XII Bienal Internacional del Deporte en las Bellas Artes. Comité Olímpico Internacional. 1997. ISBN 8479490535.
- Casa de la cultura de la Isleta, Antigua sede de la OTP. Consejería de Educación, Universidades, Cultura y Deportes Gobierno de Canarias. 2008. ISBN 978-84-606-4489-7.
- Pincel marino para imaginar. Revista Canaria C7. pag. 30 y 31. Canarias 7. 2006.
- La casa de Colón reflexiona sobre el arte y el deporte en "Recuerdos y sensaciones". pag. 74. Canarias 7. 2004.
- Construcción de Eva. Una propuesta. Universidad de Las Palmas de Gran canaria. ULPGC. 2013. ISBN 978-84-695-7367-9.